# Christoph Heinrich von der Goltz
Pour les articles homonymes, voir Goltz.
Christoph Heinrich von der Goltz (né le 25 novembre 1663 à Kürtow et mort le 8 avril 1739 à Magdebourg) est un lieutenant général prussien, chef du « régiment Goltz à pied » et commandant de Magdebourg.

## Biographie
Christoph Heinrich est le fils de Johann von der Goltz (1641-1696), seigneur de Hofstädt et Kürtow, et de son épouse Anna Maria, née von Güntersberg (de) (morte le 16 mai 1702). Goltz participe à la prise d'Ofen en 1686 en tant que lieutenant dans le contingent brandebourgeois. Depuis 1689, il est capitaine dans le régiment d'infanterie Jung-Holstein, combat à nouveau en Hongrie contre les Turcs en 1696/97 et est promu major en 1697. Dans les années 1702 à 1713, Goltz participe aux campagnes de la guerre de Succession d'Espagne dans le sud des États allemands et aux Pays-Bas au sein des troupes prussiennes fournies par le roi Frédéric Ier aux Habsbourg. Au cours de ces années, Goltz accède au grade de lieutenant-colonel dans le 19e régiment d'infanterie "margrave Albert" en 1705 et au grade de colonel et commandant du bataillon comte Truchseß zu Waldburg en 1709. Le roi Frédéric-Guillaume Ier le nomme commandant du nouveau régiment d'infanterie Loeben en 1714. Pendant le siège de Stralsund en 1715, Goltz devient commandant du régiment du margrave Albert. Le 11 septembre 1720, le roi nomme Goltz commandant du régiment de l'ancien régiment von Coenen à Wittstock et le promeut général de division le 1er mai 1721. Le 30 octobre 1731, il le nomme lieutenant général et successeur de Jakob von Bechefer comme commandant de la ville fortifiée de Magdebourg, Goltz doit reprendre le régiment à pied de Bechever et remettre son propre régiment au prince héritier Frédéric à Neuruppin. Le 13 novembre 1731, il reçoit le poste de sénéchal à Reinsberg. En 1734, pendant la guerre de Succession de Pologne, Goltz s'installe sur le Rhin à la tête de son régiment.
En tant que commandant, Goltz assure la poursuite de l'expansion de la ville et de la forteresse de Magdebourg. En 1732, il contribue particulièrement à l'hébergement des exilés de Salzbourg, dont le roi Frédéric-Guillaume Ier l'a chargé. Goltz est récipiendaire de l'ordre de l'Aigle noir.

## Famille
Goltz se marie Elisabeth Juliane von Bonin (né en 1673 et morte le 19 juillet 1755) le 16 avril 1697 ; le mariage reste sans enfants. Son fief revient au roi après sa mort.
Le couple a une fille adoptive, Charlotte Louise von dem Borne (née le 9 mai 1735). Elle épouse Bogislaw Ernst von Bonin (né en 1727 et mort le 27 juillet 1797), qui reçoit en échange le domaine de Repzin. Le mariage est dissous le 20 août 1764 parce qu'elle a joué les biens de son mari.